# Amer Sports
Amer Sports — финская компания, специализирующаяся на производстве спортивного оборудования.

## История
Компания была основана в 1950 году под названием Amer-Tupakka Oy и первоначально занималась производством табачных изделий. В 1961 году была куплена лицензия на бренды Philip Morris в Финляндии, что сделало Amer крупнейшим производителем сигарет в стране. В 1960-х годах Amer создала судоходное подразделение, купив 3 судна, но в 1970-х годах это подразделение стало убыточным и было ликвидировано в 1981 году. В 1970 году было куплено издательство Weilin+Göös, выпускавшее энциклопедии и учебники. В 1973 году Amer сменила название на Amer-yhtyma Oy («Группа Amer»). Затем было куплено несколько производителей бумаги, которые были объединены с Weilin+Göös в подразделение печатной продукции; оно было свёрнуто в середине 1990-х годов.
Первым приобретением для подразделения спортивных товаров стал финский производитель хоккейной амуниции Koho-Tuote, купленный в 1974 году. В 1979 году был приобретен канадский производитель хоккейных клюшек HockeyCanadien. В 1977 году Amer стала публичной компанией, разместив свои акции на фондовой бирже Хельсинки, а в 1984 году также и на Лондонской фондовой бирже. В 1986 году производители хоккейных товаров были проданы, но в том же году был приобретен производитель клюшек для гольфа MacGregor Golf Company. В 1989 году за 200 млн был куплен чикагский производитель теннисных ракеток Wilson Sporting Goods. В 1994 году была куплена австрийская компания Atomic, выпускавшая спорттовары под брендами Oxygen и Dynamic. В 1996 году MacGregor была продана. В декабре 1999 года была куплена финская компания Suunto, выпускавшая часы и другие измерительные приборы для туризма (продана а 2022 году). В 2000 году был поглощён американский производитель бейсбольных бит DeMarini.
В 2004 году компания продала табачное подразделение и сменила название на Amer Sports. В 2005 году были поглощены Salomon, Mavic и Arc’teryx. В 2015 году был приобретен американский производитель товаров для бейсбола Louisville Slugger. В следующем году был поглощён производитель велосипедных комплектующих из углеволокна ENVE Composites (продан в 2024 году). В 2017 году был куплен американский производитель лыж Armada, а в 2018 году — шведский бренд одежды Peak Performance.
В декабре 2018 года компании Anta Sports, FountainVest Partners, Anamered Investments и Tencent объявили о создании консорциума, который за 5,2 млрд долларов выкупил акции Amer Sports.
В августе 2023 года компания была зарегистрирована на островах Кайман под названием Amer Sports, Inc. В феврале 2024 года её акции были размещены на Нью-Йоркской фондовой бирже.

## Деятельность

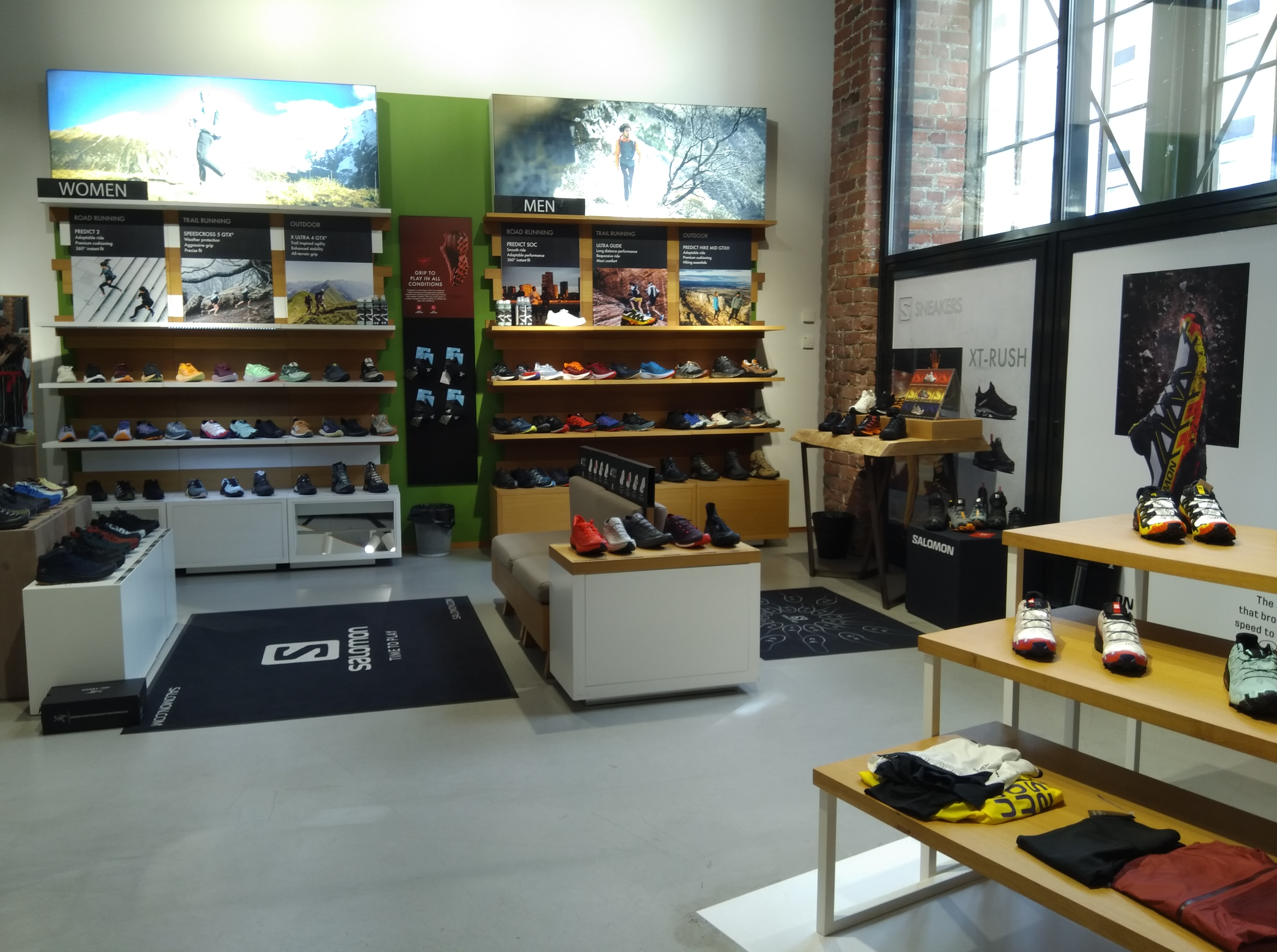
Фирменный магазин Amer Sports в Хельсинки

Выручка компании за 2023 год составила 4,4 млрд долларов США, её распределение по регионам: Европа, Ближний Восток и Африка — 33 %, Америка — 40 %, Китай — 19 %, Азиатско-Тихоокеанский регион — 8 %. На продажи через собственную розничную сеть (326 магазинов) пришлось 19 % выручки, на электронную коммерцию — 16 %, на оптовую продажу торговым сетям — 64 %.
На собственных фабриках, расположенных в США, Румынии и Болгарии, производится около 17 % товара, включая горнолыжные ботинки, лыжные крепления, бейсбольные биты и мячи. Остальная продукция выпускается контрактными производителями в Китае и других странах Азии.

## Компании, входящие в Amer Sports
Основные бренды группы по состоянию на 2023 год:
- Atomic — производитель спортинвентаря для горнолыжного спорта и лыжных гонок; Австрия, основан в 1955 году, выручка 306 млн долларов.
- Armada — лыжное снаряжение, США, основан в 2002 году.
- Salomon Sports — производитель товаров для зимних видов спорта; Франция, основан в 1947 году, выручка 1,312 млрд долларов.
- Wilson Sporting Goods (более известный, как просто Wilson) — производитель спортинвентаря для игр с мячом; США, основан в 1913 году.
- ATEC, DeMarini, Louisville Slugger — товары для бейсбола и софтбола.
- EvoShield — защитное оборудование для бейсбола, софтбола, футбола и лякросса.
- Arc’teryx — производитель инвентаря и одежды для альпинизма и горных видов спорта; Канада, основан в 1989 году, выручка 1,444 млрд долларов.
- Peak Performance — производитель инвентаря и одежды; Швеция, основан в 1986 году, выручка 149 млн долларов.
- ENVE — комплектующие для велосипедов, США, основан в 2007 году.